# 12423 Slotin
12423 Slotin eller 1995 UQ16 är en asteroid i huvudbältet som upptäcktes den 17 oktober 1995 av Spacewatch vid Kitt Peak-observatoriet. Den är uppkallad efter den kanadensiske fysikern och kemisten Louis Slotin.
Asteroiden har en diameter på ungefär 4 kilometer och den tillhör asteroidgruppen Astraea.